# Chemin-d'Aisey
 Chemin-d'Aisey  là một xã ở tỉnh Côte-d’Or trong vùng Bourgogne-Franche-Comté, phía đông nước Pháp. Khu vực này có độ cao trung bình 317 mét trên mực nước biển.